# Ewald Tragy
Die Erzählung Ewald Tragy zählt zu den Frühwerken Rainer Maria Rilkes und wurde in der zweiten Hälfte des Jahres 1898 geschrieben. Das Werk hält den entscheidenden Wendepunkt in Rilkes früher Entwicklung fest und weist stark autobiographische Züge auf. Deswegen oder wegen der geplanten Veröffentlichung in einer Sammlung wurde dieses Werk nicht zu seinen Lebzeiten veröffentlicht. Das Werk handelt von dem jugendlichen Ewald Tragy, der sich von seiner Familie loslöst, um seinem unkonventionellen Lebensentwurf als Dichter, entgegen dem Willen seiner Familie, nachzukommen.

## Handlung
Jetzt spendenDie Erzählung gliedert sich in zwei Kapitel. Das erste Kapitel beginnt damit, dass Ewald Tragy zusammen mit seinem Vater, der Inspektor ist, durch die Straßen Prags spaziert und sich mit ihm präsentiert. Tragys Unmut über die gesellschaftlichen Normen wird deutlich dargelegt, welcher in dem nachfolgenden Mittagessen mit der Familie verdeutlicht wird. Das Mittagessen der Familie Tragy verläuft so wie immer: Begrüßung, Darreichen der Speisen und nebenbei eine simple Konversation der Teilnehmer. Besonders dieser normale Ablauf des Mittagessens stört Tragy. Niemand geht darauf ein, dass dies sein letzter Tag im Kreise seiner Familie ist. Nur belangloses Geplänkel und reichlich Essen. Erst nach dem Mittagessen, auf dem Weg in das Spielzimmer, wird Tragy von der Französin Jeanne auf seine Abreise und seine Beweggründe angesprochen. 
In dem zweiten Kapitel wird der Schauplatz von Prag nach München verlagert. Zunächst empfindet Tragy Gefühle der Freude und der Freiheit, doch die Realität holt ihn wieder ein. Im Laufe des Kapitels trifft Tragy auf verschiedene Personen wie Wilhelm von Kranz oder Thalmann. Beide Personen beschreiben einen eigenen Abschnitt im Leben Tragys. Er trifft zunächst auf den reichen Wilhelm von Kranz. Dieser nimmt Tragy das Gefühl der Einsamkeit und prägt ihn hinsichtlich seiner Weltanschauung. Durch diese erlangt er gemeinsam mit Kranz einen großen Bekanntenkreis, mit dem er sich täglich trifft. Nach einiger Zeit bemerkt er, dass die Gespräche sinnlos sind und nur dazu dienen, dem Alleinsein zu entfliehen. Bei einem dieser Treffen lernt Tragy Thalmann kennen, der wiederum eine andere Weltanschauung als Tragy und sein Kreis vertritt. Tragy ist sofort fasziniert von dem Schriftsteller. Statt wie Kranz sich selbst anzupreisen, steht dieser gänzlich hinter seiner Meinung. Trotz dieser Faszination lässt Tragy sich, im Gegensatz zu Kranz, jedoch nicht davon beeindrucken. Das Verhältnis zwischen Thalmann und Tragy bleibt distanziert. Thalmann unterstützt im Gegenteil zu Kranz die schweigsame Seite Tragys. Er spricht nur das Nötigste aus, da alles andere Verschwendung wäre. Durch ihn findet Tragy wieder zu sich selbst, bricht jedoch gleichzeitig den Kontakt zu jenem ab. Schließlich erkrankt Tragy schwer, wird aber während seiner Genesungsphase hin und wieder von Kranz besucht. Doch letztlich bricht auch dieser Kontakt ab und Tragy ist vollkommen alleine. Es scheint, als wäre er von der Welt verlassen worden wie anfangs in Prag. In einem emotionalen Brief an seine Mutter legt Tragy seine Gefühle offen. Er beschließt jedoch, den Brief zu verbrennen. 

## Bezug zu Rilke
Im ersten Kapitel von Ewald Tragy lassen sich nur wenige biografische Daten Rilkes erkennen. Zu den wichtigsten Einflüssen von Rilkes Jugendzeit in Prag zählt das Fehlen eines Elternhauses sowie die finanzielle Abhängigkeit von entfernteren Verwandten. Rilkes Eltern lebten zu dieser Zeit schon lange getrennt, wobei sein Vater ehemaliger Offizier war, der als Inspektor bei der Böhmischen Nordbahn arbeitete. In Ewald Tragy wird das Fehlen einer Mutter sowie der hohe gesellschaftliche Rang des Vaters widergespiegelt. 
Auch die Szene des sonntäglichen Mittagessens lässt sich mit Rilkes Leben verknüpfen. Alle vorkommenden Personen lassen sich in Rilkes Leben unter anderen Namen wiederfinden. Die einzige Unstimmigkeit, welche in der Erzählung betont wird, besteht darin, dass Tragy 18 Jahre zählt, als er Prag verlässt, während Rilke bereits 21 war. 
Das zweite Kapitel von Ewald Tragy ist schwerer in Rilkes Leben einzuordnen. Auch hier kann man wichtige Personen aus Rilkes Leben wiederfinden. Jakob Wassermann kommt in der Erzählung als Jakob Thalmann und Wilhelm von Scholz als Wilhelm von Kranz vor. Allerdings kritisierte und distanzierte Rilke sich erst einige Jahre nach dem Verlassen Prags von Wilhelm von Scholz und pflegte in seiner dortigen Zeit keinesfalls die in der Erzählung beschriebene eher kühle, distanzierte Freundschaft zu ihm. 
In Ewald Tragy fehlen auch die in anderen Werken von ihm vorkommenden Indizien des Literaturbetriebs in München, über die sich Rilke später beschwerte und die er zu dieser Zeit ablehnte.

## Erzählweise
In Ewald Tragy nimmt der heterodiegetische Erzähler einen olympischen Standort ein, womit der Erzähler den Überblick über das ganze Geschehen behält. Außerdem ist er ein auktorialer Erzähler und hat somit Einsicht in die Gedanken, die Wahrnehmung und die Gefühle von Ewald Tragy und das, obwohl der Erzähler auch eine neutrale Stellung einnimmt.
Die Ereignisse in der Erzählung sind chronologisch und im Präsens erzählt, was den Lesern das Gefühl gibt, an den Ereignissen von Ewald Tragy teilzunehmen.

## Buchausgaben
Ewald Tragy erschien in insgesamt drei verschiedenen Ausgaben. Die erste Ausgabe erschien 1929 im Rahmen der Jahresgabe für die Mitglieder der Gesellschaft der Münchener Bücherfreunde bei B. Heller in München. Die zweite Ausgabe erschien 1944 in New York bei der Johannespresse mit dem angehängten Nachwort Richard von Mises’. Dieses kam auch in der dritten Ausgabe vor, welche 1989 im Insel Verlag erschien.